# Gefaltetes Kreuz
Ein Gefaltetes Kreuz ist in der Heraldik eine sehr wenig verwendete Wappenfigur. Es ist ein unheraldisches Kreuz. Dargestellt wird ein gemeines Kreuz, dessen Kreuzarmenden nach hinten in der Art einer Papierrolle aufgerollt werden. Ein leichtes Verschieben dieser vier Wickel täuscht eine räumliche Darstellung vor. 
Das Kreuz ist im Gesamtwappen der Grafen von Waldeck-Eisenberg und Waldeck-Wildungen dokumentiert. Diese gestifteten Linien durch die Söhne des Grafen Wolrad I. (1444–1474) gehörten zur Herrschaft Wiesen.